# Массивная нотация Бауэрса
Массивная нотация Бауэрса (англ. Bowers array notation) — нотация для записи больших чисел, предложенная американским математиком Джонатаном Бауэрсом (Jonathan Bowers) в 2002 году. Данная нотация является обобщением предшествующей 4-аргументной нотации (известной как операторы Бауэрса) для произвольного числа аргументов.

## Правила
Нотация Бауэрса для линейного массива включает следующие правила:
1. {\displaystyle \{a\}=a} и {\displaystyle \{a,b\}=a^{b}}
2. {\displaystyle \{a,b,c,\ldots ,n,1\}=\{a,b,c,\ldots ,n\}}
3. {\displaystyle \{a,1,b,c,\ldots ,n\}=a}
4. {\displaystyle \{a,b,1,\ldots ,1,c,d,\ldots ,n\}=\{a,a,a,\ldots ,\{a,b-1,1,\ldots ,1,c,d,\ldots ,n\},c-1,d,\ldots ,n\}}.
5. Если правила 1—4 не применяются, {\displaystyle \{a,b,c,d,\ldots ,n\}=\{a,\{a,b-1,c,d,\ldots ,n\},c-1,d,\ldots ,n\}}

## Примеры
Массив включает 2 элемента
- {\displaystyle \{10,100\}=10^{100}=10\uparrow 100} (применено правило 1)

Массив включает 3 элемента
- {\displaystyle \{10,100,1\}=\{10,100\}} (применено правило 2)
- {\displaystyle \{10,100,2\}=\{10,\{10,99,2\}\}=\{10,\{10,\{10,98,2\}\}\}=\underbrace {10^{10^{10^{\cdots ^{10^{10}}}}}} _{\text{100 десяток}}=10\uparrow \uparrow 100} (применено правило 5)
- {\displaystyle \{10,100,3\}=\{10,\{10,99,3\},2\}=\{10,\{10,\{10,98,3\},2\},2\}=\left.{\begin{matrix}&&\underbrace {10^{10^{10^{\cdots ^{10^{10}}}}}} \\&&\underbrace {10^{10^{10^{\cdots ^{10^{10}}}}}} \\&&\underbrace {\quad \quad \;\;\vdots \quad \quad \;\;} \\&&\underbrace {10^{10^{10^{\cdots ^{10^{10}}}}}} \\&&{\text{10 десяток}}\end{matrix}}\right\}{\text{100 }}=10\uparrow \uparrow \uparrow 100} (применено правило 5)

В общем случае для трёхэлементного массива верно {\displaystyle \{a,b,m\}=a\uparrow ^{m}b} в соответствии с нотацией Кнута.
Массив включает 4 элемента
- {\displaystyle \{10,100,1,1\}=\{10,100\}} (применено правило 2)
- {\displaystyle \{10,100,1,2\}=\{10,10,\{10,99,1,2\}\}=\{10,10,\{10,10,\{10,98,1,2\}\}\}=\left.{\begin{matrix}&&\underbrace {10\uparrow \uparrow \cdots \uparrow \uparrow 10} \\&&\underbrace {10\uparrow \uparrow \cdots \uparrow \uparrow 10} \\&&\underbrace {\qquad \ \;\;\vdots \qquad \;\;} \\&&\underbrace {10\uparrow \uparrow \cdots \uparrow \uparrow 10} \\&&{\text{10 стрелок}}\end{matrix}}\right\}{\text{100 }}\approx 10\rightarrow 10\rightarrow 100\rightarrow 2} (применено правило 4)

и это уже больше числа Грэма (само число Грэма находится где-то между {3,64,1,2} и {3,65,1,2}).
- {\displaystyle \{10,100,2,2\}=\{10,\{10,99,2,2\},1,2\}=\{10,\{10,\{10,98,2,2\},1,2\},1,2\}\approx 10\rightarrow 10\rightarrow 100\rightarrow 3} (применено правило 5)
- {\displaystyle \{10,100,m,2\}\approx 10\rightarrow 10\rightarrow 100\rightarrow (m+1)}

В общем случае для четырёхэлементного массива верно
{\displaystyle \{a,b,c,d\}>\underbrace {a\rightarrow a\rightarrow \cdots a\rightarrow a} _{d-1{\text{ стрелок}}}\rightarrow (b-1)\rightarrow (c+1)}
в соответствии с нотацией Конвея.
Таким образом, если массив Бауэрса, включающий 3 элемента, имеет мощность нотации Кнута (предел {\displaystyle \omega }), то четырёхэлементный массив имеет уже мощность нотации Конвея (предел {\displaystyle \omega ^{2}}), и так далее с добавлением каждого нового элемента. Нотация Бауэрса для линейного массива, включающего конечное число элементов, имеет предел {\displaystyle \omega ^{\omega }} в терминологии быстрорастущей иерархии.